# Benny Berg
Bernard ("Benny") Berg (Dudelange, 14 september 1931 - 21 februari 2019), was een Luxemburgs politicus en vakbondsman.

## Carrière alsvakbondsman
Benny Berg was van beroep arbeider. Hij sloot zich reeds op jonge leeftijd aan bij de vakbond Lëtzebuerger Aarbechterverband (LAV). Hij volgde een opleiding tot vakbondsbestuurder bij de Deutscher Gewerkschafsbund (DGB). Hij was voorzitter van het lokale bestuur van de LAV, voorzitter van afdeling hoogovens van de LAV en daarna respectievelijk vicevoorzitter en voorzitter van het Centraal Comité van de LAV. Hij was ook lid van het bestuur van het Confédération Générale Travail du Luxembourg (CGT).

## Politieke carrière
Benny Berg was ook een politicus. Hij was lid van de Lëtzebuerger Sozialistesch Aarbechterpartei (LSAP). In 1955 werd hij vicevoorzitter van de jeugdafdeling van de LSAP. In 1970 werd hij lid van het hoofdbestuur van de LSAP. Van 1969 tot 1974 was Benny Berg lid van de Kamer van Afgevaardigden (Luxemburgse parlement) en van 1970 tot 1974 was hij lid van de gemeenteraad van Dudelange. Van 15 juli 1974 tot 21 juli 1976 was hij ook minister van Arbeid, Sociale Verzekering, Familie, Sociale Woningbouw en Sociale Solidariteit.

## Vicepremier
Benny Berg werd op 21 juli 1976 vicepremier als gevolg van het aftreden van partijgenoot Raymond Vouel, die lid werd van de Europese Commissie. Als zodanig werd hij de op een na belangrijke persoon in het liberaal (DP)-socialistische kabinet-Thorn. Naast vicepremier was hij ook minister van Arbeid, Sociale Verzekering, Familie, Sociale Woningbouw en Sociale Solidariteit.
De LSAP verdween op 16 juli 1979 als gevolg van een grote verkiezingsnederlaag uit de regering. Berg was vervolgens opnieuw lid van de Kamer van Afgevaardigden (Luxemburgs Parlement) (1979-1984) en van de gemeenteraad van Dudelange (1981-1984). Daarnaast was hij van 1980 tot 1985 vicevoorzitter van de LSAP.

## Opnieuw minister
Benny Berg was van 20 juli 1984 tot 14 juli 1989 minister van Volksgezondheid en Sociale Verzekering in het kabinet-Santer-Poos I.
Van 1989 tot 1990 was hij nogmaals lid van de Kamer van Afgevaardigden.